# Università statale di Orenburg
L'Università statale di Orenburg (OGU, in russo Оренбургский государственный университет?, Orenburgskij gosudarstvennyj universitet) è un ente di istruzione accademica russo situato a Orenburg.

## Struttura
- Facoltà di architettura e costruzione
- Facoltà di scienze aerospaziali
- Facoltà di geologia e geografia
- Facoltà di matematica e tecnologie informatiche
- Facoltà di trasporti
- Facoltà di scienze umanistiche e sociali
- Facoltà di tecnologie di insegnamento a distanza
- Facoltà di tecnologie informatiche
- Facoltà di professioni pubbliche
- Facoltà di formazione continua
- Facoltà di ingegneria e biotecnologia applicata
- Facoltà di formazione professionale dei laureati
- Facoltà di economia e gestione
- Facoltà di fisica
- Facoltà di economia e finanza
- Facoltà di chimica e biologia
- Facoltà di elettroenergetica
- Facoltà di legge
- Istituto di management